# 瀬谷誠一
瀬谷 誠一（せや せいいち、1906年（明治39年）1月20日 - 1978年（昭和53年）2月7日）は、日本の経営者、銀行家。東邦銀行頭取を務めた。

## 経歴
福島県出身。1932年に慶應義塾大学経済学部を卒業し、浅野物産での勤務を経て、1934年7月に白河瀬谷銀行に入行。
1941年に郡山商業銀行、会津銀行、白河瀬谷銀行が合併し東邦銀行が発足。1948年10月に取締役に選任され、1964年5月に常務、1969年11月に副頭取に就任し、1972年2月には頭取に昇格。
1978年2月7日、急性心不全のために死去。72歳没。